# Volksbank (Offenburg und Villingen-Schwenningen)
Die Volksbank eG – Die Gestalterbank ist eine deutsche Genossenschaftsbank mit Sitzen in Offenburg im Ortenaukreis und in Villingen-Schwenningen im Schwarzwald-Baar-Kreis (Baden-Württemberg). Sie ist aus der Fusion der beiden Banken Volksbank in der Ortenau eG und Volksbank eG Schwarzwald Baar Hegau im Jahr 2020 hervorgegangen. Die strategischen Geschäftsfelder der Bank umfassen das Firmen- und Privatkundengeschäft sowie Vermögensmanagement, Immobilienfinanzierung und -vermittlung sowie Zahlungssysteme.

## Rechtsgrundlagen
Rechtsgrundlagen der Bank sind das Genossenschaftsgesetz und die Satzung. Die Organe der Genossenschaftsbank sind der Vorstand, der Aufsichtsrat und die Vertreterversammlung. Die Bank ist der BVR Institutssicherung GmbH und der Sicherungseinrichtung des Bundesverbandes der Deutschen Volksbanken und Raiffeisenbanken e. V. angeschlossen.

## Mitgliedschaft
Die Volksbank eG – Die Gestalterbank, eine der fünf größten Volks- und Raiffeisenbanken in Deutschland, wird als Genossenschaftsbank von ihren mehr als 115.000 Mitgliedern getragen. Hauptzweck der Genossenschaft ist die wirtschaftliche Förderung und Betreuung ihrer Mitglieder (§ 2 der Satzung). Gemäß Satzung wählen die Mitglieder im vierjährigen Turnus aus ihren Reihen Vertreter. Dabei gibt es einen Vertreter je 200 Mitglieder. Die Vertreterversammlung tagt jährlich und nimmt wichtige in der Satzung geregelte Aufgaben wahr. Informationen über die Geschäftspolitik und die Entwicklung der Bank erhalten die Mitglieder jährlich in den regionalen Mitgliederversammlungen.

## Organe
Die Volksbank eG – Die Gestalterbank ist eine eingetragene Genossenschaft. Ihr höchstes Organ ist die Vertreterversammlung, welche den Aufsichtsrat wählt.

## Genossenschaftliche Finanzgruppe Volksbanken Raiffeisenbanken
Die Bank ist Teil der genossenschaftlichen Finanzgruppe Volksbanken Raiffeisenbanken und Mitglied beim Bundesverband der Deutschen Volksbanken und Raiffeisenbanken (BVR) sowie dessen Sicherungseinrichtung. Der gesetzliche Prüfungsverband ist der Baden-Württembergische Genossenschaftsverband.
- DZ BANK
- DZ Hyp
- Münchener Hypothekenbank
- Bausparkasse Schwäbisch Hall
- R+V Versicherung
- Union Investment Gruppe
- VR Smart Finanz
- Teambank
- DZ Privatbank

## Unternehmensgruppe
Die Unternehmensgruppe Volksbank eG – Die Gestalterbank umfasst mehrere Tochterunternehmen und Beteiligungen:
Tochterunternehmen und Beteiligungen im Bereich Zahlungsverkehr:
- First Cash Solution GmbH[4]
- POS-cashservice GmbH[5]
- Gewinnblick GmbH
- SIT-pay GmbH
- gissih GmbH
- Card4Vend GmbH

Tochterunternehmen im Bereich Investments
- First Innovation Invest GmbH

- The Frame GmbH

Tochterunternehmen im Bereich Digitale Transformation
- Avura GmbH

## Geschichte
Die Volksbank eG entstand 2020 aus der Fusion der Volksbank Schwarzwald Baar Hegau mit der Volksbank in der Ortenau eG.
Im Jahr 2024 fusionierten die Volksbank eG und die Volksbank Rhein-Wehra.

## Gemeinnütziges Engagement
Die Volksbank eG – Die Gestalterbank unterstützt nach eigenen Angaben gemäß ihrer Nachhaltigkeitsstrategie verschiedene Projekte im Bereich der Nachhaltigkeit.